# Ramón Ortiz
Ramón Ortiz (Los Corozos, La Mata, Provincia de Sánchez Ramírez, 24 de mayo de 1973) es un exbeisbolista dominicano que jugaba como lanzador. Ha lanzado para los Angelinos de Anaheim, Rojos de Cincinnati, Nacionales de Washington, Mellizos de Minnesota, Rockies de Colorado, Dodgers de Los Ángeles, Rays de Tampa Bay y Chicago Cubs; así como para los Orix Buffaloes en la Liga Japonesa.

## Carrera

### Los Angeles Angels of Anaheim
Ortiz fue firmado como amateur por los Angelinos de Anaheim en 1995. Hizo su debut en las Grandes Ligas el 19 de agosto de 1999, cuando los Angelinos se enfrentaron ante los Medias Blancas de Chicago. Lanzó ocho entradas, permitiendo cuatro hits y una carrera para quedarse con la victoria. Su mejor temporada fue 2002, cuando se fue 15-9 con una efectividad de 3.77. Obtuvo la victoria en el Juego 3 de la Serie Mundial de 2002 contra los Gigantes de San Francisco. En 2003, estableció una marca personal con 16 victorias.

### Cincinnati Reds
El 14 de diciembre de 2004, Ortiz fue cambiado a los Rojos de Cincinnati por Dustin Moseley. Se fue 9-11 con una efectividad de 5.36 en 30 aperturas para los Rojos.

### Washington Nationals
Ortiz firmó con los Nacionales de Washington como agente libre antes de la temporada 2006. El 4 de septiembre de 2006, casi logra un no-hitter en el noveno inning contra los Cardenales de San Luis pero fue roto por el primer bateador de San Luis Aaron Miles. Ortiz también conectó el primer jonrón de su carrera en el mismo juego. Fue en el primer lanzamiento del relevista de los Cardenales Jorge Sosa. Ortiz estaba a tres outs de convertirse en el tercer lanzador sin hit en las Grandes Ligas que había bateó un jonrón en el mismo juego, uniéndose a Earl Wilson (1962) y Rick Wise (1971).

### Minnesota Twins
El 19 de enero de 2007, Ortiz firmó con los Mellizos de Minnesota por un contrato de un año y $3.1 millones de dólares. Ortiz comenzó la temporada como el tercer abridor, detrás de Johan Santana y Boof Bonser y por delante de Sidney Ponson y Carlos Silva. Sin embargo, después de un decepcionante inicio de temporada, Ortiz fue relegado al bullpen.

### Colorado Rockies
El 15 de agosto de 2007, Ortiz fue transferido a los Rockies de Colorado a cambio del jugador de ligas menores Matt Macri. Apareció relevando en 10 partidos para los Rockies y luego se convirtió en agente libre después de la temporada.

### Orix Buffaloes
El 1 de abril de 2008, Ortiz fue firmado por los Orix Buffaloes de la Liga Japonesa. Inició 17 juegos para los Orix y se fue 4-7 con una efectividad de 5.82.

### San Francisco Giants
El 10 de febrero de 2009, Ortiz firmó un contrato de ligas menores con una invitación a los entrenamientos de primavera con los Gigantes de San Francisco. Pasó la temporada con el equipo AAA, los Fresno Grizzlies, se fue 5-4 con una efectividad de 3.05 en 35 partidos (16 como abridor).

### Los Angeles Dodgers
Firmó un contrato de ligas menores con los Dodgers de Los Ángeles antes de la temporada 2010, con una invitación a los entrenamientos de primavera. Después de un buen rendimiento en los juegos de los entrenamientos de primavera, Ortiz se unió al roster de los Dodgers para iniciar la temporada. Consiguió su primera victoria desde el año 2007 con un relevo el 1 de mayo. El 15 de mayo de 2010, Ortiz abrió un partido contra los Padres de San Diego, su primer partido de Grandes Ligas como abridor desde el 26 de mayo de 2007. Fue designado para asignación el 27 de mayo y el 3 de junio fue liberado por los Dodgers.

### New York Mets
Ortiz firmó un contrato de ligas menores con los Mets de Nueva York el 22 de junio. Ortiz lanzó bien para los afiliados de Triple A de los Mets, registrando una efectividad de 3.94 para los Buffalo Bisons.

### Tampa Bay Rays
Los Rays de Tampa Bay lo firmaron y lo asignaron al equipo Triple A, los Durham Bulls. Hizo cuatro aperturas con los Durham, y se fue 0-1 con una efectividad de 6.35.

### Chicago Cubs
El 10 de abril de 2011, los Cachorros de Chicago firmaron a Ortiz con un contrato de ligas menores. Los Cachorros compraron su contrato el 5 de julio. Apareció en 22 partidos con los Cachorros terminando con récord de 1-2 con una efectividad de 4.86. Se le concedió la agencia libre el 30 de octubre.

### San Francisco Giants
El 15 de febrero de 2012, Ortiz firmó un contrato de ligas menores con los Gigantes de San Francisco, recibiendo una invitación a los entrenamientos de primavera. Sin embargo, fue liberado el 26 de marzo.

### New York Yankees
Ortiz pasó la temporada 2012 jugando para el equipo Triple-A afiliado a los Yanquis de Nueva York, los Scranton/Wilkes-Barre Yankees.

### Toronto Blue Jays
El 18 de diciembre de 2012, los Azulejos de Toronto anunciaron que Ortiz habría firmado un contrato de ligas menores con una invitación a los entrenamientos de primavera del equipo. El 15 de abril, los Azulejos seleccionaron su contrato. Ortiz fue designado para asignación el 23 de abril para dar cabida a Aaron Laffey en el roster. Ortiz fue seleccionado en waivers, y regresó a Triple-A con los Buffalo Bisons el 25 de abril. Los azulejos volvieron a llamar a Ortiz el 9 de mayo.

## Controversia sobre su edad
En febrero de 2002 se conoció la noticia de que Ortiz había adulterado su edad, habiendo nacido en 1973 y no en 1976 como afirmaba desde que firmó en 1995 su contrato con los Angelinos de Anaheim.